# Métrique de Carnot-Carathéodory
En géométrie différentielle, on appelle métrique de Carnot-Carathéodory (d'après le physicien français Sadi Carnot et le mathématicien grec Constantin Carathéodory) une forme bilinéaire (principalement définie positive) définie sur une distribution horizontale, celle associée à une connexion d'Ehresmann par exemple. Ces métriques engendrent des distances, dites également de Carnot-Carathéodory, sur le modèle riemannien de la longueur du chemin le plus court. La dénomination est principalement utilisée lorsqu'il s'agit de la distance sur un groupe de Lie nilpolent gradué, autrement appelé groupe de Carnot. Par ailleurs dans le cas d'un fibré, il est habituel que la métrique soit obtenue en relevant une métrique riemannienne définie sur la base.
La mention répétée de Carnot est due à sa contribution essentielle à la thermodynamique où les lacets de l'espace des phases (souvent ℝ2) délimitent une aire algébrique dont les variations le long de la courbe correspondent à celles d'une grandeur physique (le travail par exemple).